# زیکیرش
زِکیرش (به آلمانی: Seekirch) (تلفظ در آلمانی: [ˈze:kɪʁç]) شهری در ناحیهٔ بیبراخ در ایالت بادن-وورتمبرگ آلمان است که ۲۹۸ نفر جمعیت دارد.